# Villa Schwarzenfels
Villa Schwarzenfels, anche nota come Castello di Schwarzenfels  (in tedesco Schloss Schwarzenfels) si trova a Maiernigg, frazione del comune austriaco di Maria Wörth nel Distretto di Klagenfurt-Land appartenente al Land della Carinzia e venne edificata alla fine del XIX secolo. Vi soggiornò il compositore e direttore d'orchestra austriaco Gustav Mahler.

## Storia

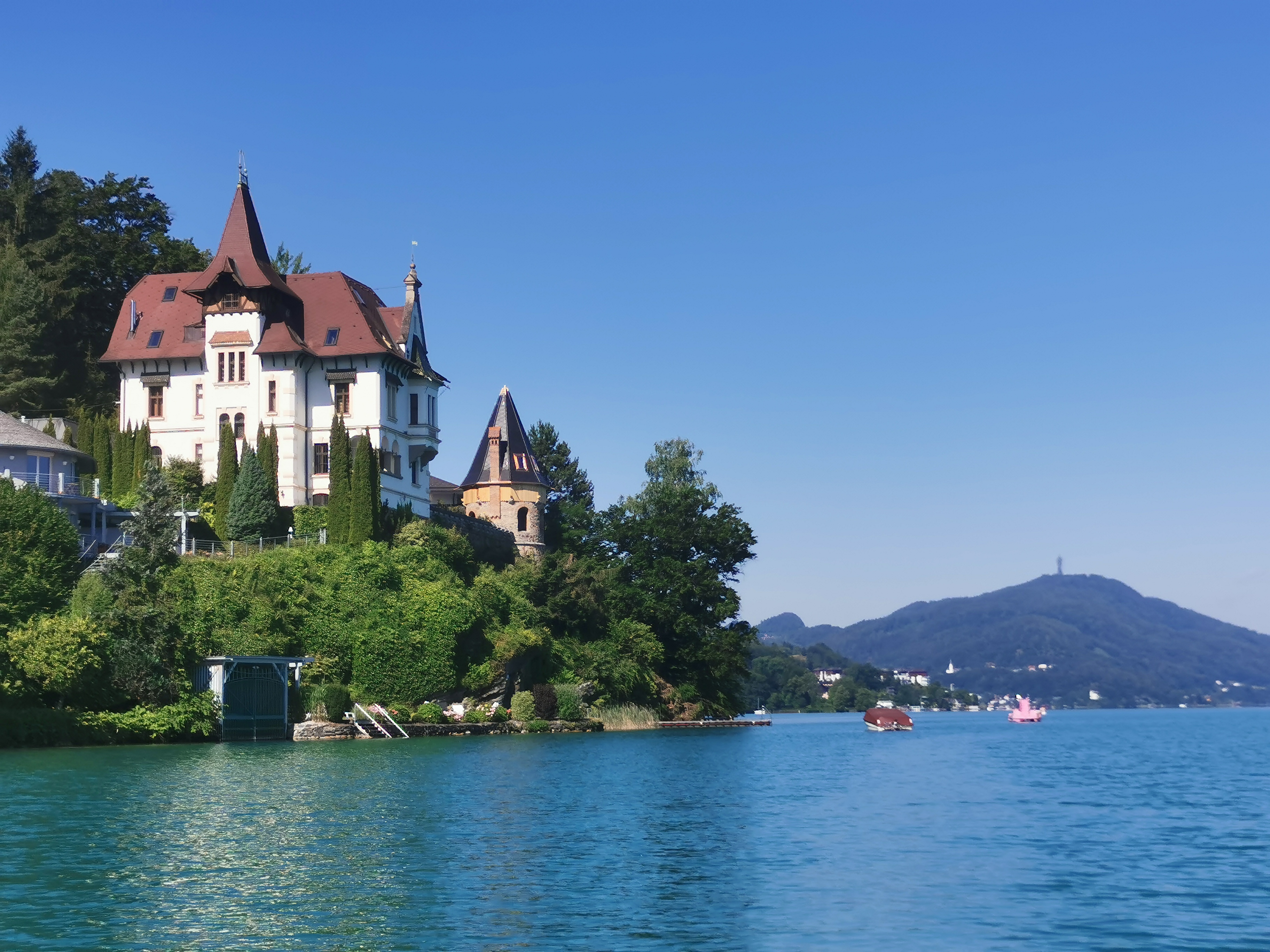
Villa sullo Wörthersee

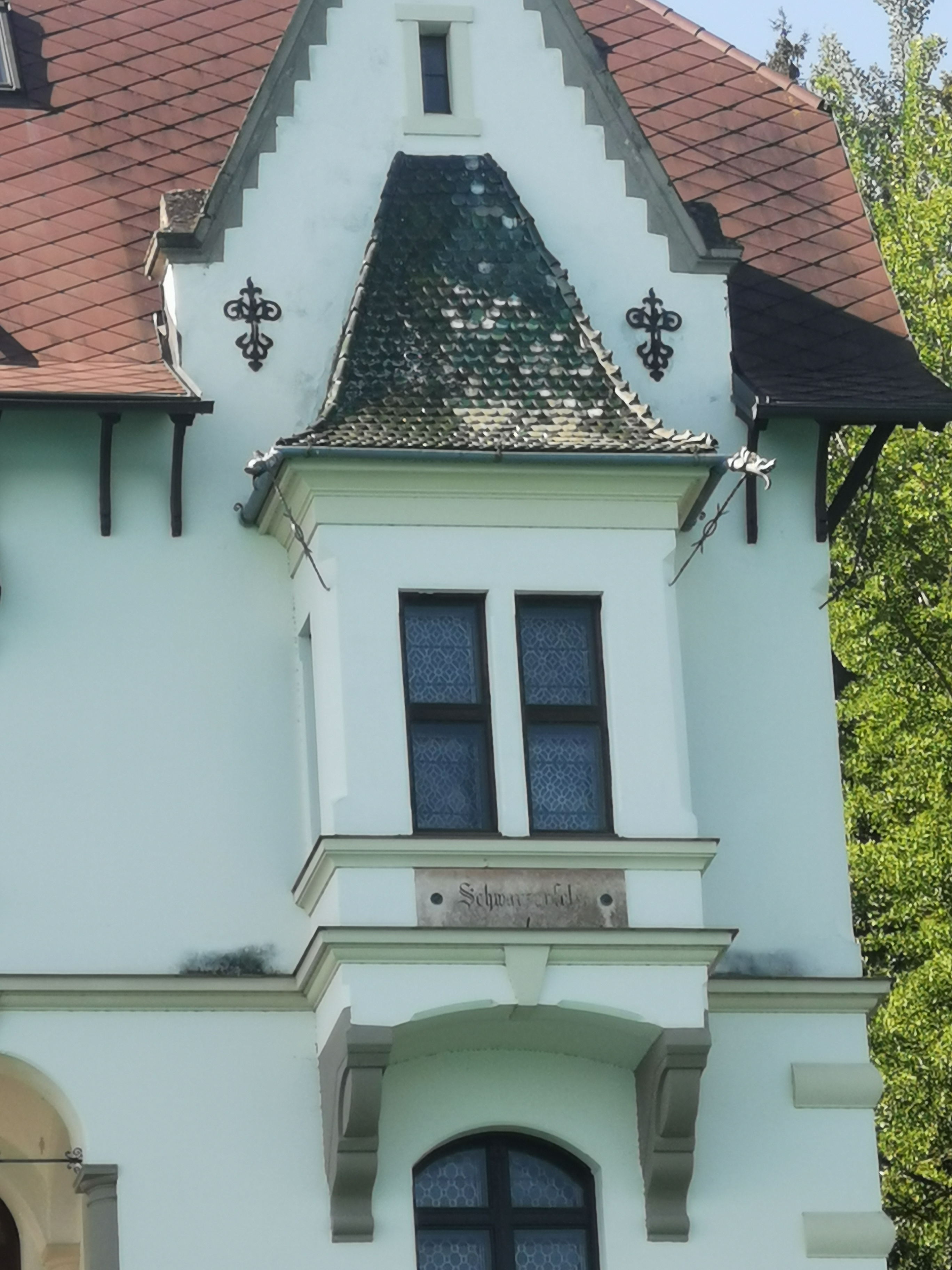
Particolare della facciata

Villa Schwarzenfels venne edificata tra il 1893 e il 1894 su progetto dell'architetto viennese Friedrich Theuer che ne fu anche il proprietario. Gustav Mahler vi soggiornò nell'estate del 1899 quando firmò il contratto per l'acquisto del terreno dal principe Orsini-Rosenberg.

## Descrizione
Villa Schwarzenfels è una residenza aristocratica che sorge in posizione dominante su un terrazzo bastionato che si affaccia sulla sponda meridionale della parte orientale dello Wörthersee. Si trova nel territorio di Maiernigg, frazione del comune austriaco di Maria Wörth nel Distretto di Klagenfurt-Land appartenente al Land della Carinzia. Rappresenta un esempio di villa per vacanze secondo lo stile austriaco del tempo ed è un edificio a tre piani composto da due corpi di fabbrica. La struttura ha una veranda sul fronte ovest con solarium posto su di essa che mostra gli elementi formali tipici di fine XIX secolo. Sulla facciata principale si trova un bovindo con due finestre abbinate. Il padiglione del giardino è una costruzione mista con tetto ripido, camino e interessanti lavori in ferro battuto nell'angolo nord-ovest del muro di contenimento a punta, fa parte del complesso e contribuisce all'effetto architettonico complessivo. Si tratta di una proprietà privata e non è possibile la visita.

### Bene architettonico tutelato
Villa Schwarzenfels è stata posta sotto tutela dei monumenti da parte della Repubblica austriaca col numero 12939.